# جاجبور
جاجبور رمزها «JP» (بالإنجليزية: Jajpur)‏ ، هو تقسيم إداري لدولة الهند تتبع ولاية أوريسا (بالإنجليزية: Orissa)‏ ، مركزها هو مدينة بانكولي (بالإنجليزية: Panikoili)‏ عدد سكانها حسب تعداد سنة 2001 هو 1,622,868، مساحتها 2,885 كم² وكثافة السكان 563 لكل كم² .
في كتب التاريخ الإسلامية، مثل طبقات ناصري وتاريخ فيروزي شاهي، تم ذكر اسم المدينة باسم «جاجناغار». في وقت لاحق، تم استبدال لاحقة «-ناغار» («مدينة») بما يعادل «-بور»، وأصبح اسم المدينة «جاجبور».

## المناخ
يظهر الجدول التالي التغييرات المناخية على مدار السنة لجاجبور:
| البيانات المناخية لـجاجبور        | البيانات المناخية لـجاجبور | البيانات المناخية لـجاجبور | البيانات المناخية لـجاجبور | البيانات المناخية لـجاجبور | البيانات المناخية لـجاجبور | البيانات المناخية لـجاجبور | البيانات المناخية لـجاجبور | البيانات المناخية لـجاجبور | البيانات المناخية لـجاجبور | البيانات المناخية لـجاجبور | البيانات المناخية لـجاجبور | البيانات المناخية لـجاجبور | البيانات المناخية لـجاجبور |
| الشهر                             | يناير                      | فبراير                     | مارس                       | أبريل                      | مايو                       | يونيو                      | يوليو                      | أغسطس                      | سبتمبر                     | أكتوبر                     | نوفمبر                     | ديسمبر                     | المعدل السنوي              |
| --------------------------------- | -------------------------- | -------------------------- | -------------------------- | -------------------------- | -------------------------- | -------------------------- | -------------------------- | -------------------------- | -------------------------- | -------------------------- | -------------------------- | -------------------------- | -------------------------- |
| متوسط درجة الحرارة الكبرى °م (°ف) | 29.2 (84.6)                | 32.3 (90.1)                | 35.4 (95.7)                | 37.0 (98.6)                | 37.5 (99.5)                | 34.7 (94.5)                | 32.3 (90.1)                | 31.8 (89.2)                | 32.3 (90.1)                | 32.0 (89.6)                | 30.7 (87.3)                | 29.0 (84.2)                | 32.9 (91.1)                |
| متوسط درجة الحرارة الصغرى °م (°ف) | 15.2 (59.4)                | 18.7 (65.7)                | 22.6 (72.7)                | 25.0 (77.0)                | 26.2 (79.2)                | 26.1 (79.0)                | 25.5 (77.9)                | 25.3 (77.5)                | 25.0 (77.0)                | 23.3 (73.9)                | 19.1 (66.4)                | 15.0 (59.0)                | 22.3 (72.1)                |
| الهطول مم (إنش)                   | 41.3 (1.63)                | 26.0 (1.02)                | 27.8 (1.09)                | 48.5 (1.91)                | 130.6 (5.14)               | 243.4 (9.58)               | 340.6 (13.41)              | 401.1 (15.79)              | 269.5 (10.61)              | 195.8 (7.71)               | 37.2 (1.46)                | 38.5 (1.52)                | 1٬800٫3 (70.87)            |
| المصدر: Jajpur Weather            |                            |                            |                            |                            |                            |                            |                            |                            |                            |                            |                            |                            |                            |